# Ernestine Mills
Ernestine Evans Mills, de soltera Bell, (Hastings, 1871 - 6 de febrero de 1959) fue una metalúrgica y esmaltadora inglesa que fue conocida como artista, escritora y sufragista. Fue autora de The Domestic Problem, Past, Present, and Future (El problema doméstico, pasado, presente y futuro) (1925). Tres piezas de joyería que Mills creó para las sufragistas se encuentran en el Museo de Londres.

## Antecedentes
Mills nació en Hastings de Emily "Mynie" Ernest Bell (de soltera Magnus; c.1839- 1893), actriz y música clásica, y su esposo, Thomas Evans Bell, escritor. Mynie y Thomas Bell eran miembros del Comité Central de la Sociedad Nacional para el Sufragio de la Mujer. Mynie Bell fue una de las signatarias de la petición de 1866, organizada por Barbara Bodichon, pidiendo que se les diera el voto a todas las cabezas de familia.
Después de la muerte de sus padres, recibió durante un cierto tiempo el apoyo de sus tutores William Edward y Hertha Ayrton. Asistió a la Slade School of Fine Art, la Finsbury Central Technical School y la South Kensington School of Art (ahora Royal College of Art). Aprendiz de Frederic Shields, también estudió esmaltado con Alexander Fisher. Actuó como vicepresidenta de la sección de artesanía de la Sociedad de Mujeres Artistas durante un período.
En 1898 Mills se casó con el médico Herbert Henry Mills (1868-1947), que compartía sus puntos de vista fabianos y fue médico de Richard y Emmeline Pankhurst. Tuvieron una hija, Hermia Mills (1902-1987), que se convirtió en médico.

## Activismo

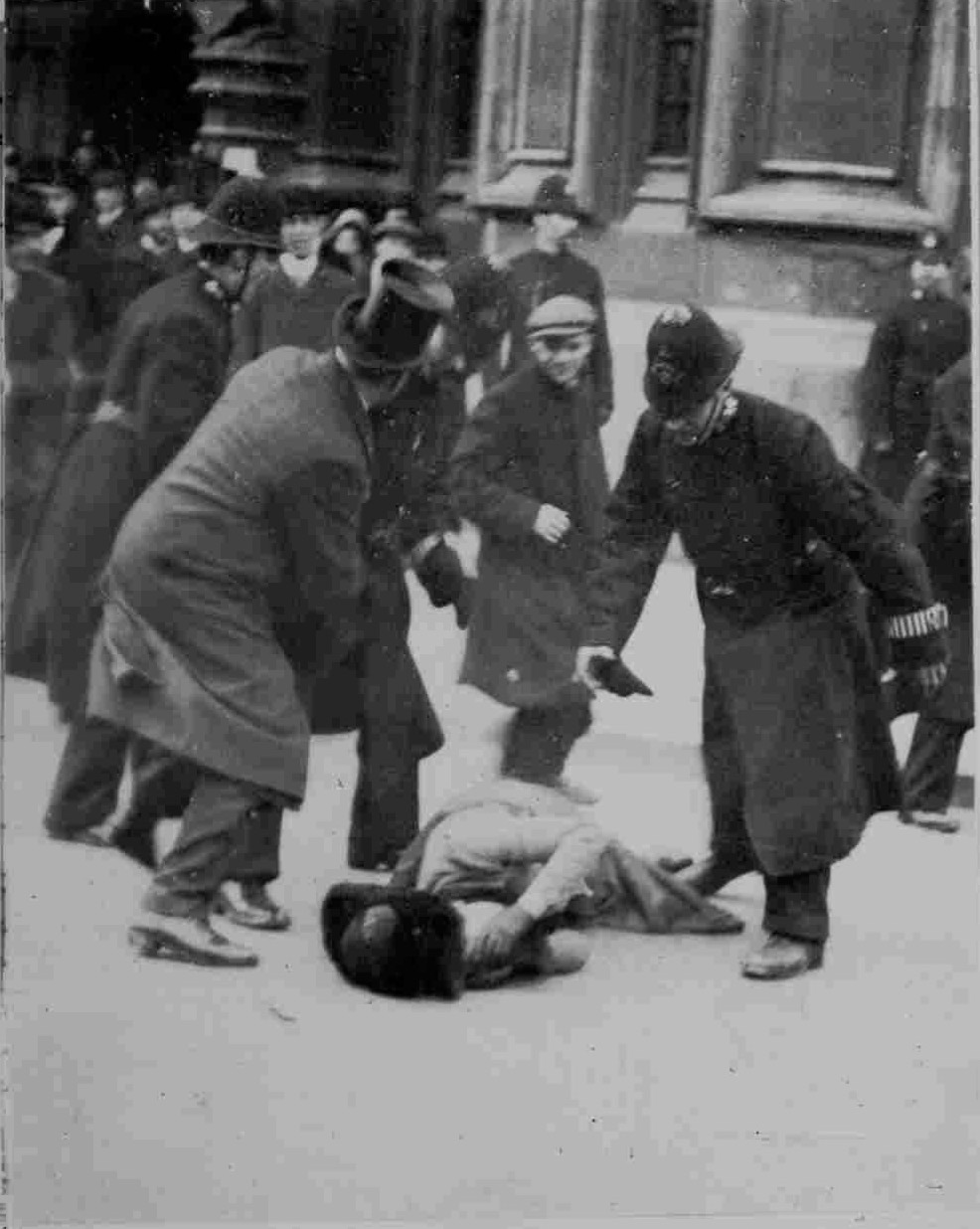
Una sufragista en el suelo, Viernes Negro, 18 de noviembre de 1910

En 1907 Mills se unió a la Unión Social y Política de Mujeres de Emmeline Pankhurst (WSPU) y en 1909 se unió al Grupo de Mujeres Fabian. Según los Archivos Nacionales del Reino Unido, Mills es posiblemente la mujer en el suelo en la fotografía de la portada del Daily Mirror del 19 de noviembre de 1910, el día después de la manifestación de sufragistas del "Viernes Negro" frente a la Cámara de los Comunes. La fotografía fue publicada bajo el título: "Escenas violentas en Westminster donde muchas sufragistas fueron arrestadas mientras intentaban entrar por la fuerza en la Cámara de los Comunes". Otras fuentes han identificado a la mujer como la sufragista Ada Wright.

## Obras
El Museo de Londres tiene tres piezas de joyería que Mills hizo para las sufragistas. Una es un colgante de esmalte y plata de Hope alada cantando afuera de los barrotes de la prisión con piedras semipreciosas de color púrpura, verde y blanco, creada para celebrar la liberación de la prisión de Louise Eates, Secretaria Honoraria de la sucursal de Kensington de la WSPU. Las otras dos son broches, uno en los colores de la WSPU, con las palabras "Votos para mujeres" en blanco sobre una corona verde y fondo violeta, y el segundo, hecho para la Women's Freedom League (WFL), dice "Votos para mujeres" en los colores WFL: verde, blanco y dorado.
Mills fue autora de The Domestic Problem, Past, Present, and Future (1925), sobre la naturaleza del trabajo doméstico, y The Life and Letters of Frederic Shields (1912), una biografía de su maestro.

## Otras lecturas
- V. Irene Cockcroft (25 de diciembre de 2014). "Ernestine Mills, Angel of Hope", Foro de Joyería Artística.

- Datos: Q15999347